# Frank Vaughn
Frank J. Vaughn (Saint Louis, 1902. február 18. – Saint Louis, 1959. július 9.) egykori amerikai labdarúgó.
Az amerikai válogatott tagjaként részt vett az 1930-as világbajnokságon.

## Sikerei, díjai
USA
- Világbajnoki bronzérmes (1): 1930